# Magazin (folyóirat, 1930–1939)
A Magazin Rajnay Tibor 1930-ban Kolozsvárt indult társadalmi, színházi és kritikai hetilapja. Tíz évfolyamot ért meg 1939-ig. A "társadalmi" fogalmán "társasági"-t értett, a vezető körök és személyiségek kérdéseivel foglalkozott, s elsősorban a színházi élet eseményeit tárgyalta. Bemutatta a Magyar Színház művészeit és vendégeit: címlapjain találkozunk Kovács György, Fényes Alice, Ferenczy Zsizsi és számos más színész, előadóművész arcképével, a színpadi szerzők közül Bánffy Miklós, Kosztolányi Dezső, Lehár Ferenc is szerepel a lap élén. Vicc-magazin, pletykák, báli beszámolók jelzik továbbá a lap törekvését a népszerűségre.